# Karat

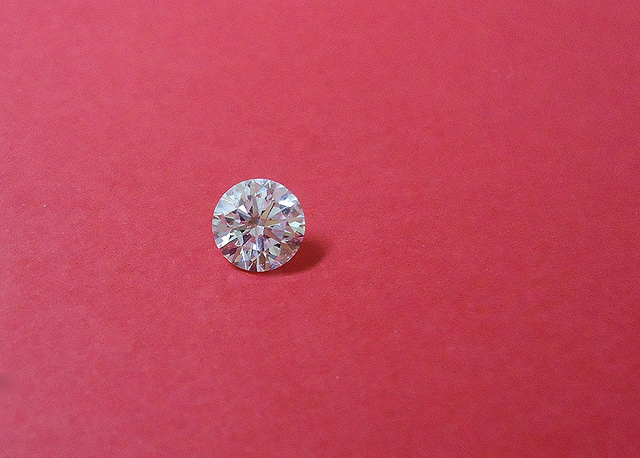
Jednokaratowy brylant

Karat – jednostka masy używana w jubilerstwie do określania masy kamieni i pereł, a także czystości złota (zawartości złota w stopie).

## Nazwa

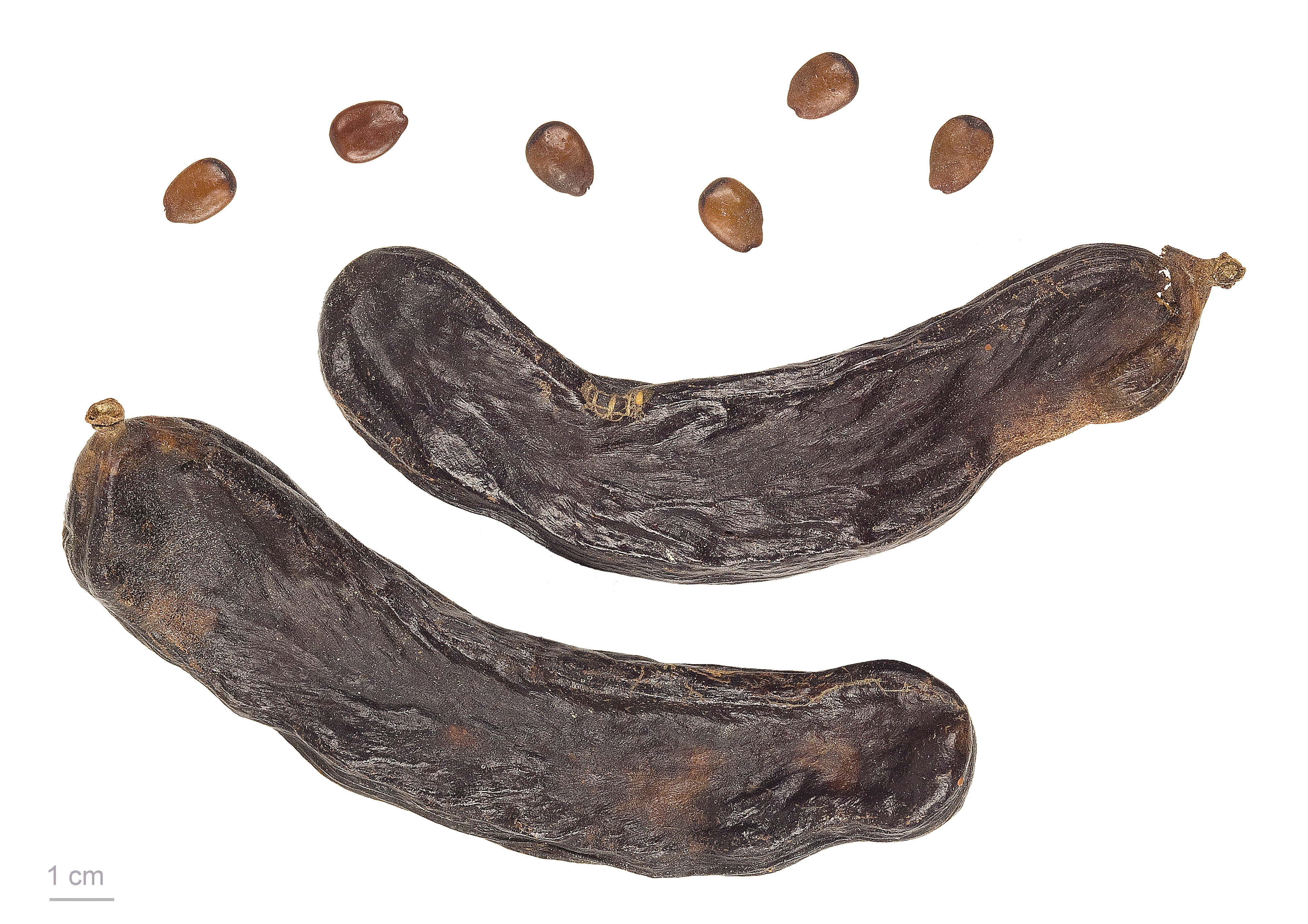
Owoce i nasiona szarańczynu strąkowego

Nazwa karat (przyswojona z języka francuskiego carat, pochodząca od greckiego kerátion (κεράτιον – owoc karobu), poprzez arabskie qīrāṭ (قيراط) i włoskie carato) pochodzi od nazwy karobu, czyli drzewa o nazwie szarańczyn strąkowy albo chleb świętojański. Ziarna szarańczynu mają masę około 0,2 g i kiedyś uważano, że ich masa niewiele różni się między sobą. Z tego powodu na Bliskim Wschodzie służyły jako wzorzec przy ważeniu kamieni szlachetnych. Współczesne badania dowodzą, że rozrzut masy nasion karobu jest podobny do obserwowanego u innych roślin.

## Miara masy kamieni
Karat lub karat metryczny (oznaczenie ct lub kt) jest jednostką stosowaną do określania masy kamieni szlachetnych.
1 karat = 0,2 g = 2×10−4 kg

## Czystość złota
Karat jest dawnym określeniem zawartości złota w stopach (czystości stopu). 1 karat to 1/24 zawartości wagowej złota w stopie. Oznacza to, że złoto 24-karatowe to złoto czyste.